# East Side of Heaven
East Side of Heaven – amerykański musical filmowy z 1939 roku w reżyserii Davida Butlera, według scenariusza Williama M. Conselmana i Jamesa V. Kerna.
W rolach głównych występują: Bing Crosby, Joan Blondell, Mischa Auer, Irene Hervey, C. Aubrey Smith, Robert Kent i Jerome Cowan.